# Kidnappad i Jesu namn
Kidnappad i Jesu namn (engelska: Kidnapped for Christ) är en amerikansk dokumentärfilm från 2014 som handlar om tonåringar som på sina föräldrars begäran förs bort till en kristen så kallad reformskola i Jarabacoa i Dominikanska republiken. Den hade premiär den 17 januari 2014 under Slamdance Film Festival i Park City i delstaten Utah i USA.

### Fotnoter
1. ↑  Matt Kane (10 december 2013). ”'Kidnapped For Christ' to premiere at Slamdance Film Festival; raising funds to finish film” (på engelska). Glaad Spiritday. Arkiverad från originalet den 24 september 2015. https://web.archive.org/web/20150924023929/http://www.glaad.org/blog/kidnapped-christ-premiere-slamdance-film-festival-raising-funds-finish-film. Läst 14 oktober 2015.
2. ↑  Dave McNary (3 december 2013). ”Slamdance Unveils Competition Lineup (EXCLUSIVE)” (på engelska). Variety Film. http://variety.com/2013/film/news/slamdance-univeils-competition-lineup-exclusive-1200911495/. Läst 14 oktober 2015.